# Takifugu ocellatus
El pez globo ocelado o pez globo de silla de montar naranja (Takifugu ocellatus) es una especie de peces de la familia Tetraodontidae en el orden de los Tetraodontiformes.

## Morfología
Los machos pueden llegar alcanzar los 15 cm de longitud total.

## Hábitat
Es un pez de mar de clima subtropical y demersal.

## Distribución geográfica
Se encuentran en Asia: la China y el Vietnam.

## Observaciones
Es inofensivo para los humanos.